# Raión de Novovorontsovka
Novovorontsovka (en ucraniano: Нововоронцовський район) es un raión o distrito de Ucrania en el óblast de Jersón. 
Comprende una superficie de 1005 km².
La capital es la ciudad de Novovorontsovka.

## Demografía
Según estimación 2010 contaba con una población total de 23900 habitantes.

## Otros datos
El código KOATUU es 6524100000. El código postal 74200 y el prefijo telefónico +380 5533.